# Пелэм, Генри
Генри Пелэм (англ. Henry Pelham, 25 сентября 1694, Лоутон, Восточный Суссекс — 6 марта 1754[…], Лондон) — британский государственный деятель, член партии вигов, премьер-министр Великобритании (занимал должность с 27 августа 1743 до своей смерти).

## Биография
Генри Пелэм родился в семье политика Томаса Пелэма, члена Палаты общин, а впоследствии Палаты лордов, 1-го барона Пелэма. В 1717 году он был избран в Парламент от города Сифорд в Сассексе. С 1724 года Пелэм входил в правительство Роберта Уолпола (партия вигов) до его отставки в 1742 году.
Благодаря коалиции партий Пелэм в 1743 году был избран премьер-министром, Первым лордом Казначества и канцлером Казначейства. Первый год реальная власть принадлежала государственному секретарю Джону Картерету, в дальнейшем важную роль в деятельности правительства Пелэма играл его старший брат Томас Пелэм-Холлс, 1-й герцог Ньюкасл. В период правления Пелэма Великобритания участвовала в нескольких войнах, в том числе войне за австрийское наследство и нескольких конфликтах в колониях. Важным событием стала смена календаря в 1752 году: Великобритания приняла григорианский календарь, начало года было перенесено с 25 марта на 1 января.
После смерти Пелэма премьер-министром стал его брат Томас, также от вигов.